# Nagy István (színművész, 1914–2002)
Nagy István (Kolozsvár, 1914. október 6. – Budapest, 2002.) Jászai Mari-díjas magyar színész.

## Életpályája
Kolozsváron született, 1914. október 6-án. Színészi tanulmányait a kolozsvári Magyar Színház stúdiójában folytatta, 1936-ban kapott oklevelet. Táncoskomikus szerepkörben kezdte pályáját, vándorszínészként erdélyi és felvidéki magyar városokban szerepelt. 1946-tól Győrbe szerződött. 1952 és 1978 között a Vígszínház társulatának tagja volt. Még nyugdíjasként is foglalkoztatták, számos filmben tűnt fel, főleg epizodistaként. 1963-ban Jászai Mari-díjas színművész lett.

## Fontosabb színházi szerepeiből
- William Shakespeare: Szentivánéji álom... Gyalu, asztalos; Zuboly, takács
- William Shakespeare: Romeo és Júlia... Patikárius
- William Shakespeare: Antonius és Cleopatra... Jós
- Johann Wolfgang von Goethe: Faust... Altmayer
- Arthur Miller: Közjáték Vichyben... Cigány
- Tennessee Williams: Orfeusz alászáll... Pleasent bácsi, néger varázsló
- George Bernard Shaw: Szent Johanna... Hóhér
- Eugene O’Neill: Amerikai Elektra... Abner Small
- Friedrich Dürrenmatt: A fizikusok... Blocher
- Luigi Pirandello: IV. Henrik... Giovanni
- Eduardo De Filippo: Filuména házassága... Nocella, ügyvéd
- Eduardo De Filippo: A cilinder... Don Roberto
- Edmond Rostand: Cyrano de Bergerac... Tolakodó úr
- Georges Feydeau: Egy hölgy a Maximból... szereplő
- Joseph Kesselring: Arzén és levendula... Mr. Gibbs
- Milos Rejnus - Václav Renč: Királygyilkosság... Második sírásó
- Vercors: Zoo avagy az emberbarát gyilkos... Első bíró
- Sean O'Casey: Az ezüst kupa... Tizedes
- Vlagyimir Vlagyimirovics Majakovszkij: Poloska... Játékárus, vendég
- Mihail Jurjevics Lermontov: Álarcosbál... Sprih
- Jevgenyij Lvovics Svarc: Az árnyék... Főlakáj
- Vörösmarty Mihály: Csongor és Tünde... Kurrah
- Csiky Gergely: Az udvari kalap (A nagyra termett)... Udvarmester
- Krúdy Gyula: A vörös postakocsi... Brestyik
- Zilahy Lajos: Szűz és a gödölye... Sándorka
- Molnár Ferenc: Az üvegcipő... Rendőrorvos
- Molnár Ferenc: Liliom... Kádár István
- Illyés Gyula: Tiszták... Péter
- Déry Tibor: Tükör... Nagypapa
- Karinthy Ferenc - Kárpáti Gyula - Orbók Endre - Varga Balázs: Különös tárgyalás vagy a 'Mikszáth-ügy'... Tanú
- Kárpáthy Gyula - Orbók Endre: Játék a bíróságon vagy a 'Molnár-ügy'... Márton bácsi
- Kodolányi János: Békák tava... Kertész
- Thurzó Gábor: Záróra... Zalán, volt iskolatárs
- Thurzó Gábor: Az ördög ügyvédje... Gregor Alajos, Gregorné férje
- Mesterházi Lajos: Az ártatlanság kora... Balázs
- Mesterházi Lajos: A tizenegyedik parancsolat... Portás
- Eörsi István: Széchenyi és az árnyak... Brach Jakab, Széchenyi szolgája
- Eörsi István: Hordók... Szabó
- Csurka István: A szájhős... Házmester
- Csurka István: Eredeti helyszín... A csapó
- Csurka István: Az idő vasfoga... Önkéntes rendőr
- Gyurkovics Tibor: Az öreg... Árva
- Fejes Endre - Presser Gábor - Sztevanovity Dusán: Jó estét nyár, jó estét szerelem... Őszülő vendég
- Gáti Sándor: Ragyog a napsugár... Márton
- Földes Mihály: Mélyszántás... Bak Jóska
- Mándi Éva: Hétköznapok hősei... Tímár
- Háy Gyula: Az élet hídja... Jani, Varga fia
- Galambos Lajos: Fegyverletétel... Írnok
- Urbán Ernő: Gál Anna diadala... Hajdók
- Hámos György: Aranycsillag... A harangozó
- Sólyom László: 33 év után... Bárd Ferenc párttitkár
- Leonyid Nyikolajev: A mi kertünk... Dubois, festőművész
- Alekszandr Jevdokimovics Kornyejcsuk: Csillagtárna... Kornyejcsuk
- Anatolij Szofronov: Moszkvai jellem... Szergej Szergejics Zajcev
- Anatolij Szurov: Szabad a pálya... Makszim Rubcov akadémikus

## Filmek, tv
- Mindenki iskolája (1955)
- Májusi fagy (1962)
- Felmegyek a miniszterhez (1963)... Titkár elvtárs
- Mindennap élünk (1963)... Csurits
- Fotó Háber (1963)
- Rendszáma ismeretlen (1963)... Zirc Elek mérnök
- Hattyúdal (1964)... Férfi a körmenetben
- Nyáron egyszerű (1964)
- A pénzcsináló (1964) ... Simon Márk, fűszeres
- Karambol (1964)
- A helység kalapácsa (1965)... Cigány (cimbalmos)
- A tizedes meg a többiek (1965)... Hadifogoly
- Az asszony beleszól (1965)
- Mátyás király Debrecenben (1965)... Varga
- Butaságom története (1966)
- Törékeny boldogság (1966)... Pincér
- És akkor a pasas... (1966)
- Un Fair Lady (1966)
- Titkok éjszakája (1966)... Borbás bácsi
- Én, Strasznov Ignác, a szélhámos (sorozat) 1 - 2. rész (1966)
- Othello Gyulaházán (1967)
- Csata a katonával (1967)
- Reggeli a marsallnál (1967)... Az inas
- Fiúk a térről (1968)
- Irány Mexikó! (1968)
- Egri csillagok (1968)
- Súlyfürdő (1968)
- Elméletileg kifogástalan házasság (1968)
- Szerencsés álmokat! (1970)
- Volt egyszer egy borbély (1970)
- Levelek Margitnak (1970)
- Szép magyar komédia (1970)
- Miért is mentem hozzád feleségül? (1970)
- Hatholdas rózsakert (1970)
- Házassági évforduló (1970)
- Kéktiszta szerelem (1970)
- Csomagok (1970)
- A gyilkos a házban van (1971)... Esküvői vendég
- Kitörés (1971)... Kocsád elvtárs
- Jó estét nyár, jó estét szerelem (1972)...Részeg férfi
- A legszebb férfikor (1972)... Gyárigazgató
- Széplányok sisakban (1972)
- Két novella (1972)
- Utazás Jakabbal (1972)
- Emberrablás magyar módra (1972)
- Bob herceg (Zenés Tv Színház, 1972)
- Francia tanya (1973)
- Egy óra múlva itt vagyok (sorozat) A hajsza című rész (1973) ... Szicsák órásmester
- Lyuk az életrajzon (1973)... Kondek
- Különös vadászat (1973)
- Csínom Palkó (1973)
- A szerelem határai (1974)... Vargáné apja
- Sólyom a sasfészekben (sorozat) (1974)... Novák főtörzsőrmester
- Hét tonna dollár (1974)... Határőr
- Rejtélyes égitest (1974)
- Megtörtént bűnügyek (sorozat) Száraz Martini című rész (1974)
- Próbafelvétel (1974)
- Jelbeszéd (1974)
- Ficzek úr (1974)
- Ida regénye (1974)... Ékszerész
- A peleskei nótárius (1975)... Rektor
- A harmadik határ (1975)
- Kántor (sorozat) A postarablás című rész (1976)... Kocsmáros
- Beszterce ostroma (sorozat) (1976)... Klivényi
- Robog az úthenger (sorozat) A holland bika című rész (1976)
- Amerikai cigaretta (1978)... Egy öregember
- Baleset (1978)
- Ingyenélők (1979)... Ordas
- Drága jótevőnk (1979)
- Tiszteletem, főorvos úr (1980)
- A téglafal mögött (1980)
- Képviselő úr (1980)
- Tisztán vagy szódával (1980)
- Petőfi (sorozat) Föltámadott a tenger című rész (1981)
- Halál a pénztárban (1981)... Gondnok
- Dédelgetett kedvenceink (1981)... Kovács
- A tanszék (1982)
- Némafilm (1982)
- Alagút (1982)
- Hetedik év (1985)
- Mint oldott kéve (sorozat) Magyarország 1849 című rész (1983)
- A piac (1983), zöldséges
- Linda (sorozat) A fotómodell (1984)
- Appassionata (1984)
- Örökkön-örökké (1984)
- Búcsú a fegyverektől, azaz (1985)
- Széchenyi napjai (sorozat) 1. és 4. rész (1985)
- Kémeri (sorozat) Statárium című rész (1985) Az ellopott arany című rész (1985)
- Szép história (1985)
- Vihar a lombikban (1985)
- Rutinmunka (1986)... Pista bácsi
- Csak a testvérem (1986)... Nagypapa
- Üvegvár a Mississippin (1987)
- Az öreg tekintetes (1987)